# 稲葉秀二
稲葉 秀二（いなば しゅうじ、1962年10月17日 - ）は、日本の実業家、Oakキャピタル株式会社代表取締役社長。

## 人物・経歴
1962年10月17日生まれ。1985年3月、立教大学法学部卒業。同年4月リクルート入社。2004年リクルートビジュアルコミュニケーションズ（現ジュピタービジュアルコミュニケーションズ）取締役。06年に米国でUNIVA CAPITAL Group, Inc.を設立。会長兼グループCEOとして世界16カ国・地域で15事業61社にわたる連邦型企業グループを形成。2021年6月よりOakキャピタル代表取締役社長。